# Rijtseterp
Rijtseterp, en frison Rytseterp, est un hameau situé dans la commune néerlandaise de Súdwest Fryslân, dans la province de la Frise.
Rijtseterp est situé sur le Canal Van Panhuys.